# Псевдотсуга зелена (пам'ятка природи)
Псевдотсуга зелена — ботанічна пам'ятка природи місцевого значення. Об'єкт розташований на території Надвінянського району Івано-Франківської області, Білоославське лісництво, квартал 29, виділ 9.
Площа — 0,1400 га, статус отриманий у 1972 році.